# Peetu Piiroinen
Peetu Piiroinen (Hyvinkää, 15 februari 1988) is een Finse snowboarder. Hij is gespecialiseerd in de onderdelen halfpipe, big air en slopestyle. Hij won de zilveren medaille bij de Olympische Winterspelen 2010 op het onderdeel halfpipe.

## Carrière
Piiroinen maakte zijn debuut in de wereldbeker op 5 december 2003 tijdens de halfpipewedstrijd in het Zweedse Tandadalen waar hij 34e werd. Hij stond voor het eerst op het podium bij de wereldbeker in januari 2005 toen hij bij de big air in Kreischberg tweede werd. Zijn eerste wereldbekerzege behaalde Piiroinen ook op het onderdeel big air: in 2007 won hij de wedstrijd in Graz.
In het snowboarden staat de wereldbeker die georganiseerd wordt door de FIS echter niet hoog aangeschreven. De Ticket to Ride World Snowboard Tour, die sinds 2002 bestaat, is een populair alternatief voor heel wat toppers. Ook Piiroinen trad daarbij in 2006 voor het eerst aan en met succes. Hij werd in Laax (5 Star events, de op een na hoogste categorie) meteen twaalfde in de halfpipe en won zijn eerste wedstrijd slopestyle.
In het seizoen 2008/2009 won hij het overall TTR-klassement. Zijn eerste 6 Star event, de hoogste categorie aan wedstrijden, won hij op 5 januari 2009 toen hij in Davos de beste was op de quarter pipe. Op een maand van de Olympische Winterspelen was hij ook de beste op de halfpipe en in de slopestyle bij de wedstrijden in Laax.
Piiroinen bekroonde zijn uitstekende seizoen met de zilveren medaille bij de Olympische Winterspelen 2010, waar hij enkel de ongenaakbare Shaun White voor zich moest dulden.
Tijdens de WSF wereldkampioenschappen snowboarden 2012 eindigde Piiroinen als tiende in de halfpipe. Op de FIS wereldkampioenschappen snowboarden 2013 in Stoneham-et-Tewkesbury eindigde de Fin als achtste in de halfpipe, op het onderdeel slopestyle werd hij uitgeschakeld in de kwalificaties.
In 2014 nam Piiroinen een tweede keer deel aan de Olympische Spelen. Op de slopestyle eindigde hij 7e.

## Resultaten

### Olympische Winterspelen
| Jaar | Plaats    | Resultaten    |
| ---- | --------- | ------------- |
| 2010 | Vancouver | halfpipe      |
| 2014 | Sotsji    | 7e slopestyle |

### Wereldkampioenschappen
| FIS  | FIS                    | FIS                        |
| Jaar | Plaats                 | Resultaten                 |
| ---- | ---------------------- | -------------------------- |
| 2007 | Arosa                  | 6e big air 37e halfpipe    |
| 2013 | Stoneham-et-Tewkesbury | 8e Halfpipe 23e Slopestyle |

| WSF  | WSF    | WSF          |
| Jaar | Plaats | Resultaten   |
| ---- | ------ | ------------ |
| 2012 | Oslo   | 10e Halfpipe |

### Wereldkampioenschappen junioren
| Jaar | Plaats         | Resultaten              |
| ---- | -------------- | ----------------------- |
| 2003 | Prato Nevoso   | 21e halfpipe            |
| 2004 | Oberwiesenthal | 5e big air              |
| 2004 | Klinovec       | 22e halfpipe            |
| 2005 | Zermatt        | 6e halfpipe 29e big air |
| 2006 | Vivaldi Park   | halfpipe · 10e big air  |

### Wereldbeker
Eindklasseringen
| Seizoen   | Algm  | PAR  | HP  | BA    | SBS |
| --------- | ----- | ---- | --- | ----- | --- |
| 2003/2004 | -     | -    | 80e | 40e   | -   |
| 2004/2005 | -     | -    | 65e | 8e    | -   |
| 2005/2006 | 136e  | -    | 75e | 31e   | -   |
| 2006/2007 | Brons | -    | 5e  | Goud  | -   |
| 2007/2008 | 36e   | -    | 29e | 7e    | -   |
| 2008/2009 | 41e   | -    | 62e | Brons | -   |
| 2009/2010 | 77e   | -    | 22e | -     | -   |
| 2012/2013 | 28e   | 128e | 41e | -     | 11e |

Wereldbekeroverwinningen
| Datum            | Plaats       | Onderdeel |
| ---------------- | ------------ | --------- |
| 6 januari 2007   | Graz         | Big air   |
| 3 februari 2007  | Bardonecchia | Halfpipe  |
| 10 februari 2007 | Moskou       | Big air   |
| 7 december 2007  | Rotterdam    | Big air   |
| 25 oktober 2008  | Londen       | Big air   |